# ارمنستان در مسابقه آواز یوروویژن ۲۰۱۰

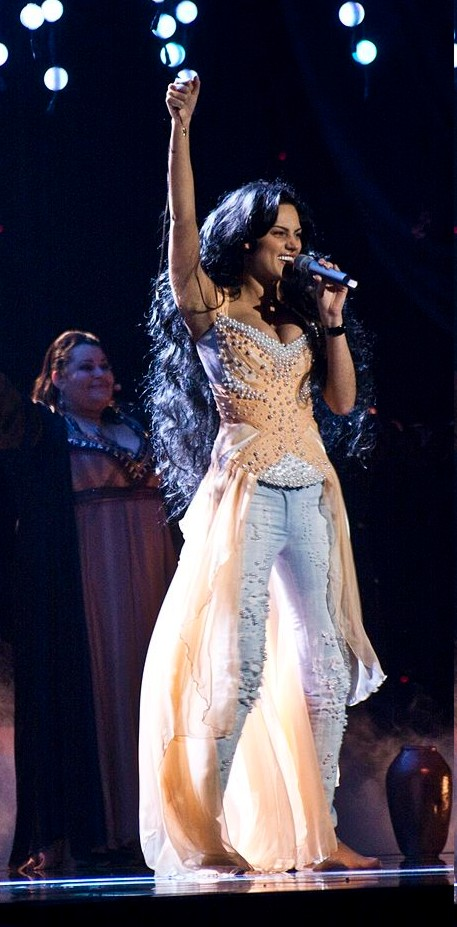
اوا ریواس در حال اجرای «هسته زردآلو» در اسلو

ارمنستان در مسابقه آواز یوروویژن ۲۰۱۰ (انگلیسی: Armenia in the Eurovision Song Contest 2010) که در اسلو، نروژ برگزار شد، با ترانه «هسته زردآلو» شرکت کرد. این ترانه توسط آرمن مارتیروسیان و کارن کاوالریان نوشته شده بود و توسط اوا ریواس اجرا شد.
انتخاب نماینده ارمنستان برای این مسابقه از طریق فینال ملی Evrotesil 2010 انجام شد که توسط شبکه تلویزیونی عمومی ارمنستان (AMPTV) برگزار گردید. این فینال ملی در تاریخ ۱۴ فوریه ۲۰۱۰ برگزار شد و در آن ده اثر به رقابت پرداختند. پس از پایان رقابت‌ها، ترانه «هسته زردآلو» که توسط اوا ریواس اجرا شد، به‌عنوان نماینده ارمنستان برای یوروویژن ۲۰۱۰ انتخاب شد. این انتخاب بر اساس ترکیب آراء هیئت داوران حرفه‌ای و رای عمومی انجام شد.
«هسته زردآلو» یک ترانه احساسی و پرانرژی با موضوعی فرهنگی و ملی بود که به‌ویژه بر زیبایی و نمادگرایی هسته زردآلو (که در عنوان ترانه به آن اشاره شده) تأکید می‌کند. اجرای ایوا ریواس در یوروویژن ۲۰۱۰ به‌عنوان یکی از اجراهای برجسته آن سال شناخته شد و نشان‌دهنده قدرت موسیقی و فرهنگ ارمنستان در سطح بین‌المللی بود.
ارمنستان در نیمه‌نهایی اول مسابقه یوروویژن ۲۰۱۴ که در تاریخ ۶ مه ۲۰۱۴ برگزار شد، با ترانه "Not Alone" به رقابت پرداخت. این ترانه که توسط آراستم اجرا شد، به‌عنوان اولین اجرا در این نیمه‌نهایی در جایگاه ۱ قرار گرفت. پس از پایان نیمه‌نهایی، اعلام شد که "Not Alone" در میان ۱۰ اثر برتر قرار گرفته و به فینال یوروویژن ۲۰۱۴ که در تاریخ ۱۰ مه ۲۰۱۴ برگزار شد، صعود کرد.
بعدها مشخص شد که ارمنستان در این نیمه‌نهایی در جایگاه چهارم از میان ۱۶ کشور شرکت‌کننده قرار گرفت و ۱۲۱ امتیاز کسب کرد. در فینال یوروویژن ۲۰۱۴، ارمنستان در جایگاه ۷ اجرا شد. این ترانه در فینال موفق به کسب ۱۷۴ امتیاز شد و در جایگاه چهارم از میان ۲۶ کشور قرار گرفت. این نتیجه نشان‌دهنده عملکرد بسیار موفق آراستم و ترانه "Not Alone" در یوروویژن ۲۰۱۴ بود که توجه زیادی را جلب کرد و یکی از بهترین نتایج ارمنستان در تاریخ یوروویژن محسوب می‌شود.

## تاریخچه
قبل از مسابقه ۲۰۱۰، ارمنستان چهار بار از زمان اولین حضورش در مسابقه آواز یوروویژن ۲۰۰۶ در مسابقه آواز یوروویژن شرکت کرده بود. ز سال ۲۰۰۶، تمامی آثار ارمنستان در فینال حضور دارند. بالاترین رتبه آن‌ها در این مسابقه تا این مرحله رتبه چهارم بوده است که این کشور در دو نوبت در سال ۲۰۰۸ با آهنگ «کله کله» با اجرای سیروشو بوده است. در سال ۲۰۰۹، «جان جان» با اجرای دو نفره اینگا و انوش در فینال دهم شد.
پخش‌کننده ملی ارمنستان، تلویزیون عمومی ارمنستان (AMPTV)، این رویداد را در داخل ارمنستان پخش کرده و فرایند انتخاب نماینده کشور برای مسابقه را سازماندهی می‌کند. AMPTV در تاریخ ۱۳ دسامبر ۲۰۰۹ تأیید کرد که قصد دارد در مسابقه یوروویژن ۲۰۱۰ شرکت کند. ارمنستان در گذشته از روش‌های مختلفی برای انتخاب شرکت کننده ارمنستان مانند یک فینال زنده تلویزیونی ملی برای انتخاب مجری، آهنگ یا هر دو برای رقابت در یوروویژن استفاده کرده است. با این حال انتخاب‌های داخلی نیز در مواردی برگزار شده است. با این حال، گاهی اوقات انتخاب‌ها به صورت داخلی نیز انجام شده است. در سال ۲۰۰۹، این شبکه فینال ملی را برای انتخاب هنرمند و آهنگ برگزار کرد، روشی که برای انتخاب نماینده ارمنستان در سال ۲۰۱۰ نیز ادامه یافت.

## قبل از یوروویژن
Evrotesil 2010 فینال ملی بود که ارمنستان را برای مسابقه آواز یوروویژن ۲۰۱۰ انتخاب کرد. Evrotesil نامی است که به فرایند انتخاب نماینده ارمنستان برای مسابقه آواز یوروویژن اختصاص داده شده است. این عنوان معمولاً به مسابقات ملی اشاره دارد که توسط تلویزیون عمومی ارمنستان (AMPTV) سازماندهی می‌شود تا هنرمند یا آهنگ مناسب برای نمایندگی کشور در این رقابت بین‌المللی مشخص شود. این مسابقات شامل اجراهای زنده، رای‌گیری عمومی، و ارزیابی توسط هیئت داوری است و معمولاً با شور و هیجان بسیاری در بین طرفداران یوروویژن در ارمنستان همراه است. این مسابقه در ۱۴ فوریه ۲۰۱۰ در تئاتر اپرای ایروان در ایروان به میزبانی گوهر گاسپاریان و خورن لوونیان برگزار شد. ۹ اثر با هم رقابت کردند و برنده با ترکیب آرای هیئت داوران حرفه ای و رای عمومی مشخص شد. این برنامه از شبکه ۱ پخش شد.